# رودخانه استوور، کنت

رودخانه استاور ‎/ˈstaʊər/‎ (به انگلیسی: River Stour) رودی در کنت انگلستان است که از طریق خلیج پگ‌ول به دریای شمال می‌ریزد. در پلاکس گاتر جایی که لیتل استوور به رود می‌پیوندد معمولاً آن را با نام گریت استوور می‌شناسند.
استوور دومین منطقه حوضه آبی کنت است.